# Apeldoorns Kanaal
Het Apeldoorns Kanaal is een kanaal In Nederland. De waterweg loopt van de IJssel bij Dieren naar de IJssel bij Hattem en is in Apeldoorn door dammen met duikers afgesloten. Het had van 1868 tot en met 1961 de functie van "lateraal kanaal" parallel aan de IJssel. Bij lage en hoge rivierstanden was de IJssel zeer moeilijk te bevaren wegens onvoldoende vaardiepte, respectievelijk sterke stroom. De route via het kanaal was dan, met name voor kleine schepen, ook zeer aantrekkelijk. In 1972 werd het definitief voor de scheepvaart gesloten.

## Kanaalpeilen
Het Apeldoorns Kanaal heeft stuwpanden (vakken tussen twee sluizen), waarbij het waterpeil binnen vastgestelde marges wordt gehouden.
- Buitenzijde Dierense Sluis: waterstand van de IJssel
- 1e pand: 13,21 m + NAP
- 2e pand: 10,80 m + NAP
- 3e pand: 8,27 m + NAP
- 4e pand: 5,55 m + NAP
- 5e pand: 4,00 m + NAP
- Buitenzijde Hezenbergersluis: waterstand van de IJssel

## De geschiedenis
Het kanaal loopt niet alleen parallel aan de IJssel maar volgt ook deels dezelfde route als de oude waterloop de Grift, waarover – voor zover dat te achterhalen is – vanaf de 16e eeuw scheepvaart plaatsvond met platbodems. Bekend is ook dat in 1619 vanwege de vele watermolens en lage bruggen een plan werd opgesteld om de Grift beter bevaarbaar te maken. Tweehonderd jaar later werden in de Franse tijd voor nieuwe plannen opmetingen en een kostenberekening gedaan. Pas daarna, onder koning Willem I werd een oplossing gevonden om de weerstand van de eigenaren van de vele watermolens aan de Grift te omzeilen. Er zou een geheel nieuw kanaal worden gegraven, vrijwel parallel aan de Grift. De belangrijkste stimulator was Jan Adriaan Joost, baron van Sloet tot Oldhuis. Hij was de districtbestuurder van de Veluwe, had goede connecties met koning Willem I en veel steun van de lokale bevolking. 
De opdracht werd verstrekt aan Hendrik Jan Lijsen, een beambte van Paleis Het Loo. Hij werd de bouwmeester van het kanaal van Apeldoorn naar Hattem, waarvan de aanleg 1825 in Apeldoorn werd begonnen. Het kanaal werd officieel geopend op 13 april 1829 en had toen zo’n ƒ 300.000 gekost, grotendeels gefinancierd door de koning. Het kanaal kreeg oorspronkelijk de naam Griftkanaal.
De exploitatie van het kanaal bracht echter minder op dan verwacht. Het onderhoud kostte meer dan sluis- en bruggelden opleverden. Dat werd in de hand gewerkt doordat de schepen moesten terugvaren over dezelfde route. In 1837 nam Rijkswaterstaat het beheer over, en in 1843 ook het eigendom van het kanaal. Volgens de statistieken kwamen er in 1851 maar 358 schepen naar Apeldoorn. Men besloot de aantrekkelijkheid van het kanaal te verhogen door er een doorgaande vaarweg van te maken. In 1858 startten de werkzaamheden om het kanaal door te trekken naar Dieren en het nieuwe traject geschikt te maken voor schepen met een laadvermogen tot 200 ton. Uniek was de drietrapssluis die in Dieren de aansluiting op de IJssel vormde. Dit stuk van het kanaal werd officieel geopend op 1 december 1868.

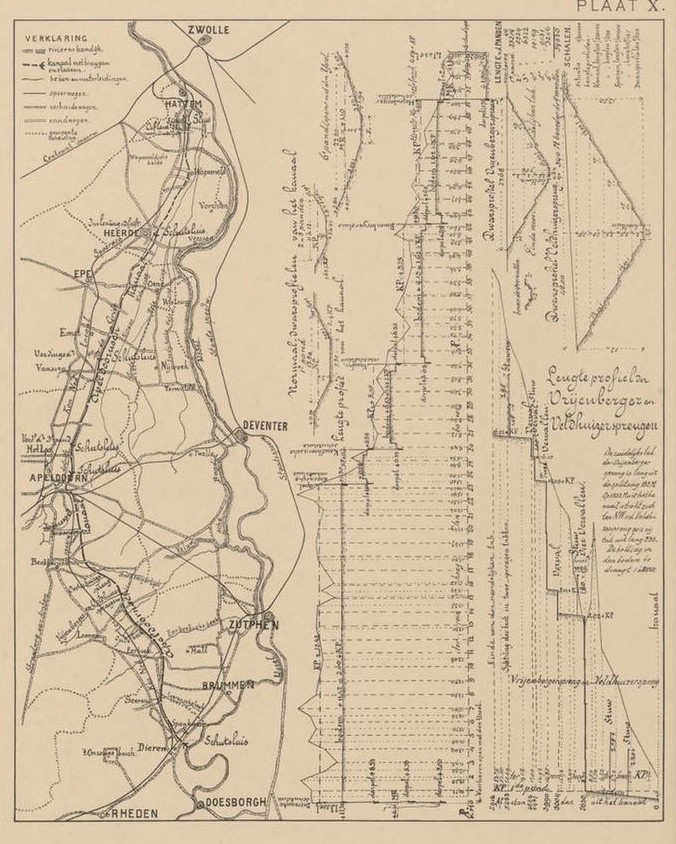
Apeldoorns kanaal na de werken van 1868

De ontwikkelingen stonden in de binnenvaart niet stil en de schepen werden steeds groter. Het werd voor een lonende exploitatie noodzakelijk de afmetingen van het kanaal daarop af te stemmen.  Vanaf 1878 werden daartoe tot begin jaren dertig van de 20e eeuw allerlei werkzaamheden uitgevoerd. De oude houten sluizen in het noordelijk kanaalgedeelte werden vervangen door gemetselde sluizen. Die werden van 22 meter lang en 4,30 m breed gebracht op 31,25 m lang en 6,25 m breed. De drempeldiepte werd daarbij van 1,42 m op 2,10 m gebracht. Door ook de bodembreedte van het kanaal te vergroten van 6,50 m tot 12 m, de diepte van 1,60 m tot 2,10 m en de doorvaartwijdte van de bruggen op 6,5 m te brengen, werd de gehele vaarweg van Dieren tot Hattem geschikt voor schepen tot maximaal 200 ton.
In de Tweede Wereldoorlog is aan de toen aanwezige 42 beweegbare bruggen herhaaldelijk schade toegebracht. Bij de Duitse inval in Nederland op 10 mei 1940 zijn ze door het Nederlandse leger opgeblazen. Gedurende de oorlog zijn de meeste bruggen weer hersteld of door nieuwe vervangen, maar in april 1945 werden die weer door de terugtrekkende Duitse troepen opgeblazen. Ook de bedieningswerken van de sluizen in Hattem en Dieren werden herhaaldelijk vernield. In het kanaal zelf werden tientallen schepen tot zinken gebracht, maar begin 1946 kon het gehele kanaal weer voor de scheepvaart worden opengesteld.

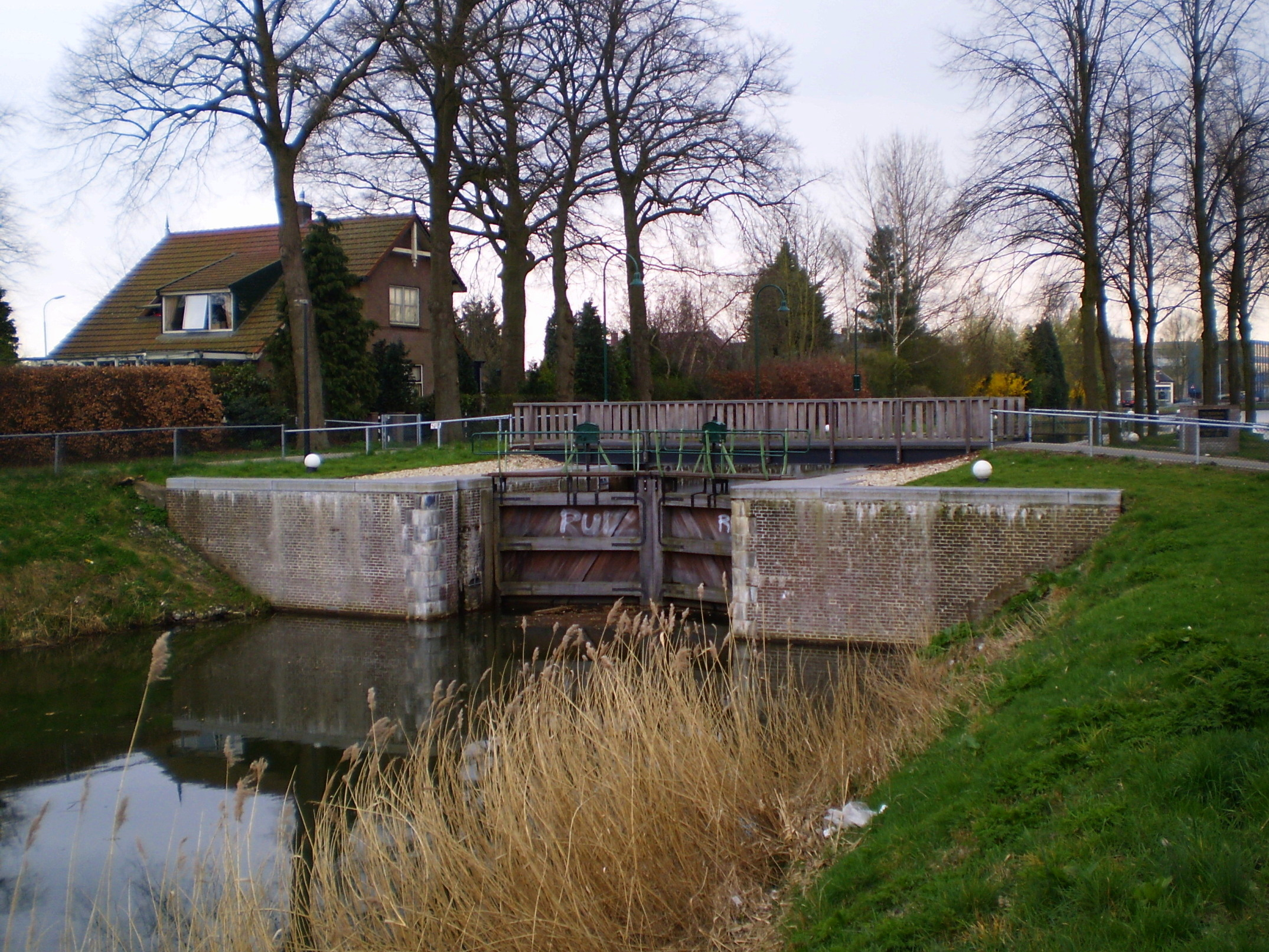
Apeldoornse Sluis in Apeldoorn met fietsbrug, gerenoveerd in 2007

Door de opkomst van de spoorwegen en gemotoriseerd wegverkeer verminderde het belang van het kanaal. Er was nog wel voldoende vracht op het gedeelte van Hattem naar de Berghuizer papierfabriek in Wapenveld. Maar ook dat liep terug, en verbreden en verruimen van dit gedeelte was te kostbaar. Per 1 januari 1962 werd het gedeelte vanaf de Berghuizer papierfabriek in Wapenveld tot Apeldoorn voor de scheepvaart gesloten.
Het scheepvaartverkeer van Dieren naar Apeldoorn was na de oorlog flink toegenomen en in 1954 werd in principe besloten dat stuk van het kanaal geschikt te maken voor kempenaars, schepen tot pakweg 600 ton. In Dieren werd een nieuwe sluis gebouwd met een schutlengte van 75 m, met een tussenhoofd te verdelen in een sluis van respectievelijk 30 m en 40 m, met een wijdte van 7,5 m, die al in 1957 in gebruik kon worden genomen. De oude drietrapssluis werd gesloopt.
Latere studies toonden aan dat er met een opwaardering van het kanaal niet voldoende rendement kon worden behaald en per 1 juni 1972 is ook het gedeelte van Dieren tot de Koudhoornse Sluis buiten gebruik gesteld. Alleen het gedeelte van de IJssel bij Hattem tot de Berghuizer papierfabriek in Wapenveld bleef nog tot 1982 voor de scheepvaart geopend.
In 1997 droeg Rijkswaterstaat het kanaal met toebehoren over aan het Waterschap Veluwe. Een commissie stelde in 2001 een toekomstvisie op voor het verwaarloosde kanaal, waarin restauratie en het opnieuw bevaarbaar maken van het kanaal werd aanbevolen.
Anno 2009 is weer een klein stukje van het noordpand van het kanaal bevaarbaar: 3,4 km van de monding van de IJssel tot de Hezenbergersluis. Daarnaast is een aantal bruggen weer beweegbaar gemaakt en voorbereid op het openstellen van het kanaal voor de recreatievaart.

## De huidige functie
Het kanaal heeft nog steeds een functie in de waterhuishouding van het gebied, het voert water af naar de IJssel van diverse Veluwse sprengen en beken, zoals de Oosterhuizerspreng en de Vrijenberger Spreng. Langs het lommerrijke kanaal zijn bezienswaardigheden zoals watermolens en een oude papierfabriek (De Middelste Molen). Langs het zuidelijke deel van het kanaal loopt aan de oostkant een vrijliggend fietspad. Het kanaal wordt op diverse plaatsen gebruikt voor pleziervaart met kano's en waterfietsen.

## Toekomstplannen
Er zijn na het wegvallen van de economische functie diverse plannen gemaakt voor de bestemming van het Apeldoorns Kanaal.

### Herbevaarbaar maken
Horeca- en recreatiebedrijven en watersportverenigingen hebben plannen ontwikkeld voor het opnieuw bevaarbaar maken van het kanaal van Dieren tot Hattem. Hiertoe werd in 1998 de Stichting Apeldoorns Kanaal opgericht. Voor een totale herbevaarbaarmaking zou de vervanging van circa 50 bruggen nodig zijn geweest en had het gehele kanaal uitgebaggerd moeten worden. Dit alleen al zou circa 40 miljoen euro kosten. Ook had een deel van snelweg A50 verhoogd moeten worden, een grote operatie die mogelijk problemen zou opleveren voor het vrachtverkeer. Ook zouden in Apeldoorn dammen met duikers worden gepasseerd. Een alternatief voor het verhogen van overkluizingen en bruggen had het aanleggen van een sluis aan weerszijden kunnen zijn, waarmee het waterniveau kan worden verlaagd in plaats van de weg verhoogd. De kosten van dit project zouden volgens de initiatiefnemers gedragen moeten worden door de rijksoverheid, maar deze gaf daar geen enkele prioriteit aan. Diverse gemeentelijke overheden stonden niet onwelwillend tegenover de plannen. Ook het Waterschap Vallei en Veluwe, sinds 2013 de naam van het waterschap, stelde zich niet negatief op, maar heeft zelf geen initiatieven in deze richting ondernomen.

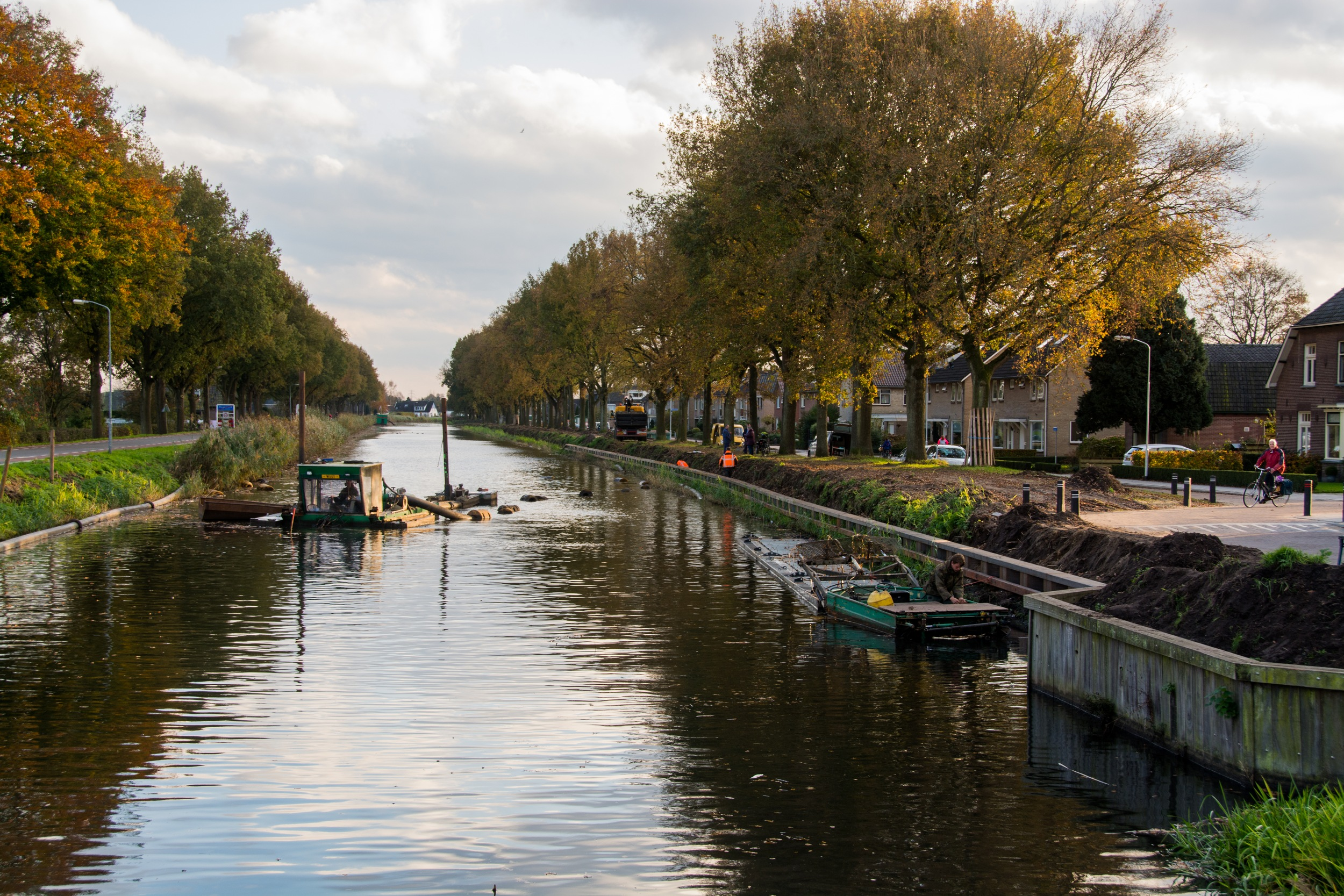
Uitbaggeren van het kanaal in 2014 met de stofzuigermethode

Van de kunstwerken is 20% weer passeerbaar gemaakt. Zeven bestaande bruggen werden voorbereid op een eventuele toekomstige beweegbaarheid, drie voormalige ophaalbruggen in Apeldoorn-Zuid zijn gerenoveerd en weer beweegbaar gemaakt. Er is inmiddels al 11 miljoen euro geïnvesteerd en in 2012 heeft het samenwerkingsverband Veluwekroon (provincie Gelderland, waterschap, gemeenten Hattem en Heerde en Rijkswaterstaat) opnieuw 11 miljoen euro beschikbaar gesteld voor de sanering (baggeren) van het vijfde pand en het beweegbaar en bedienbaar maken van een aantal bruggen in dit pand.
Het kanaal werd in 2014 uitgebaggerd tussen de sluis in Heerde en de sluis in Hattem. Bedoeling is dat de bruggen in dit deel beweegbaar gemaakt worden zodat scheepvaart weer mogelijk is. In Wapenveld zal een aanlegsteiger gebouwd worden.
De kosten voor een totale aanpassing van het kanaal aan de behoeftes van de recreatieve scheepvaart werden in 2009 geraamd rond de € 120 miljoen.
Eind 2017 bleek dat de plannen voor het opnieuw bevaarbaar maken van het kanaal door de gemeentelijke en provinciale overheden niet als haalbaar werden beschouwd, en werd prioriteit gegeven aan andersoortige recreatieve bestemmingen.

### Andere recreatieve bestemmingen
Door de complicaties die een complete herbevaarbaarmaking met zich mee zouden brengen, zijn er diverse andere plannen ontwikkeld. In 2017 boden de gemeenten langs het kanaal elf initiatieven aan Provinciale Staten van Gelderland aan, waaronder de aanleg van meerdere nieuwe oevers langs het gehele kanaal, de bouw van een fietsbrug bij het Zwitsalterrein in Apeldoorn en het realiseren van twee steigers in Brummen. PS ontvingen deze plannen positief, onder het beding dat de betrokken gemeenten de helft van de kosten voor hun rekening zouden nemen (zo'n 1,4 miljoen euro).

## Kanaalzone Apeldoorn
In oktober 2008 kwamen Gedeputeerde Staten van Gelderland met de toezegging om 10 miljoen euro te investeren in de herstructurering van de kanaalzone in Apeldoorn. Daarmee voldeed de provincie aan de voorwaarde die de Rijksoverheid had gesteld aan een rijksbijdrage van 11 miljoen euro. Het geld wordt aangewend voor de bouw van nieuwe woningen en het opknappen van bedrijfsterreinen langs het kanaal.

## Waterkrachtcentrale
Tussen Hattem en Wapenveld, een klein stukje ten zuiden van de Hezenbergersluis, bevindt zich aan de westelijke oever de Hezenbergerstuw naar de Grift. Bij het renoveren van de stuw in 2010 heeft het waterschap van de gelegenheid gebruikgemaakt pal naast de gerenoveerde stuw een waterkrachtcentrale te bouwen. Omdat bij deze stuw het water circa 2,5 meter naar beneden valt (vanuit het Apeldoorns Kanaal de Grift in), ontstond het idee om de waterkracht te gebruiken voor het opwekken van stroom. Het vallende water brengt een vijzel in beweging. Met de draaibeweging wordt elektriciteit opgewekt d.m.v. een generator met een vermogen van 28 kW. De investering wordt geacht zichzelf terug te verdienen. De waterschroef kan gemiddeld 150 megawattuur per jaar energie leveren, dat is genoeg voor het energieverbruik van 43 huishoudens.

## De kunstwerken
1. Dierense Sluis met brug

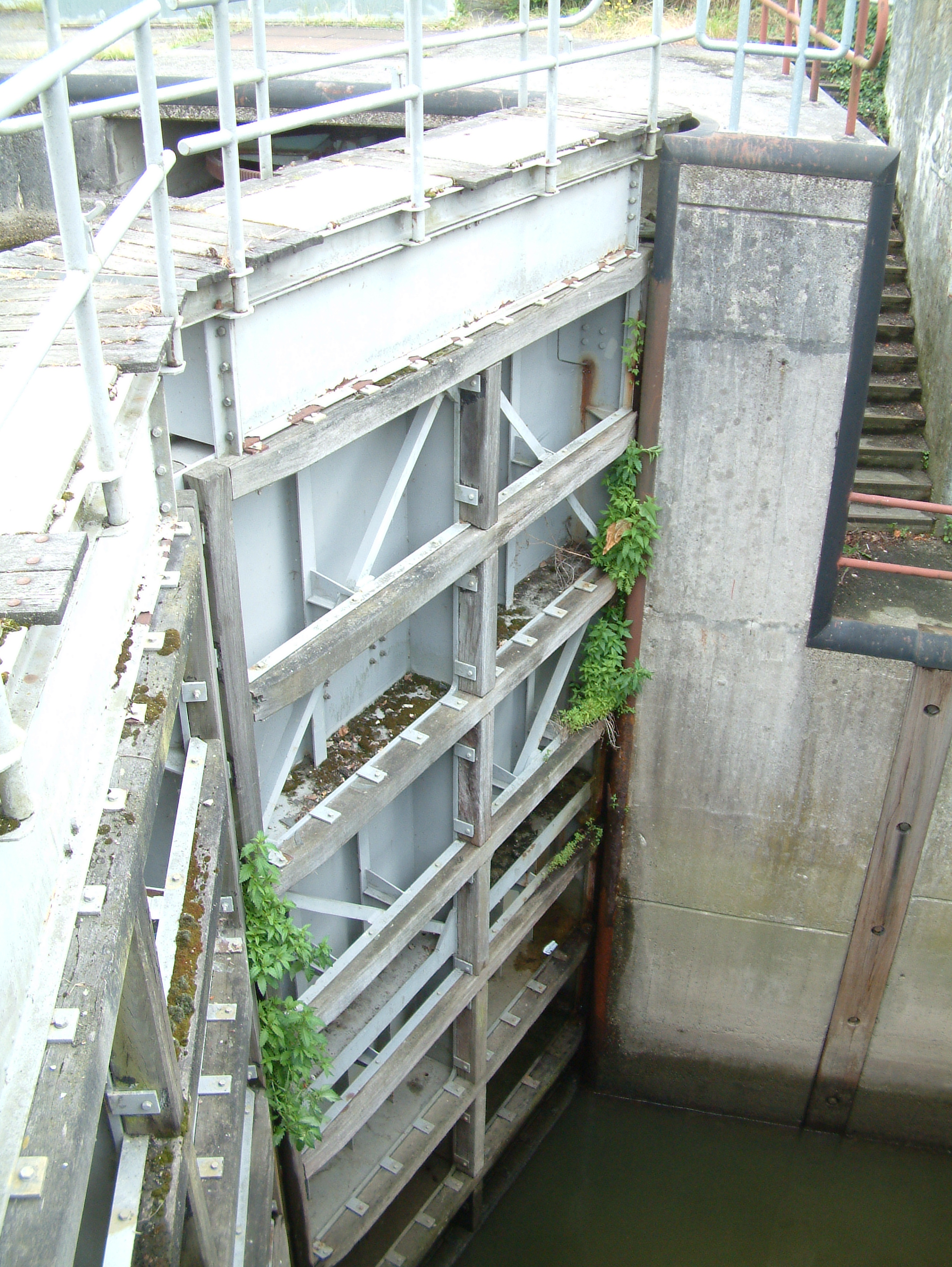
Dierense Sluis

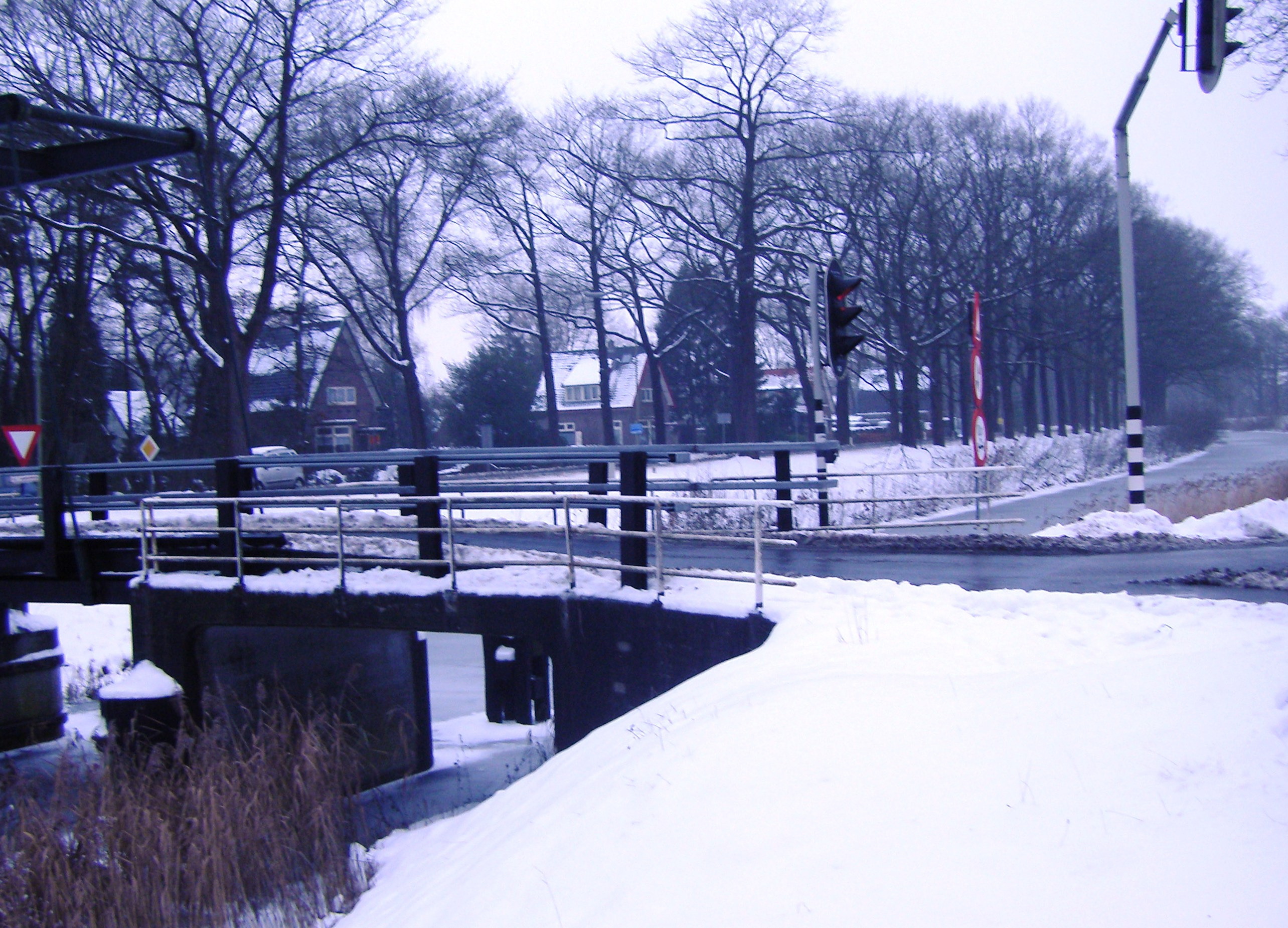
Hallse brug in december

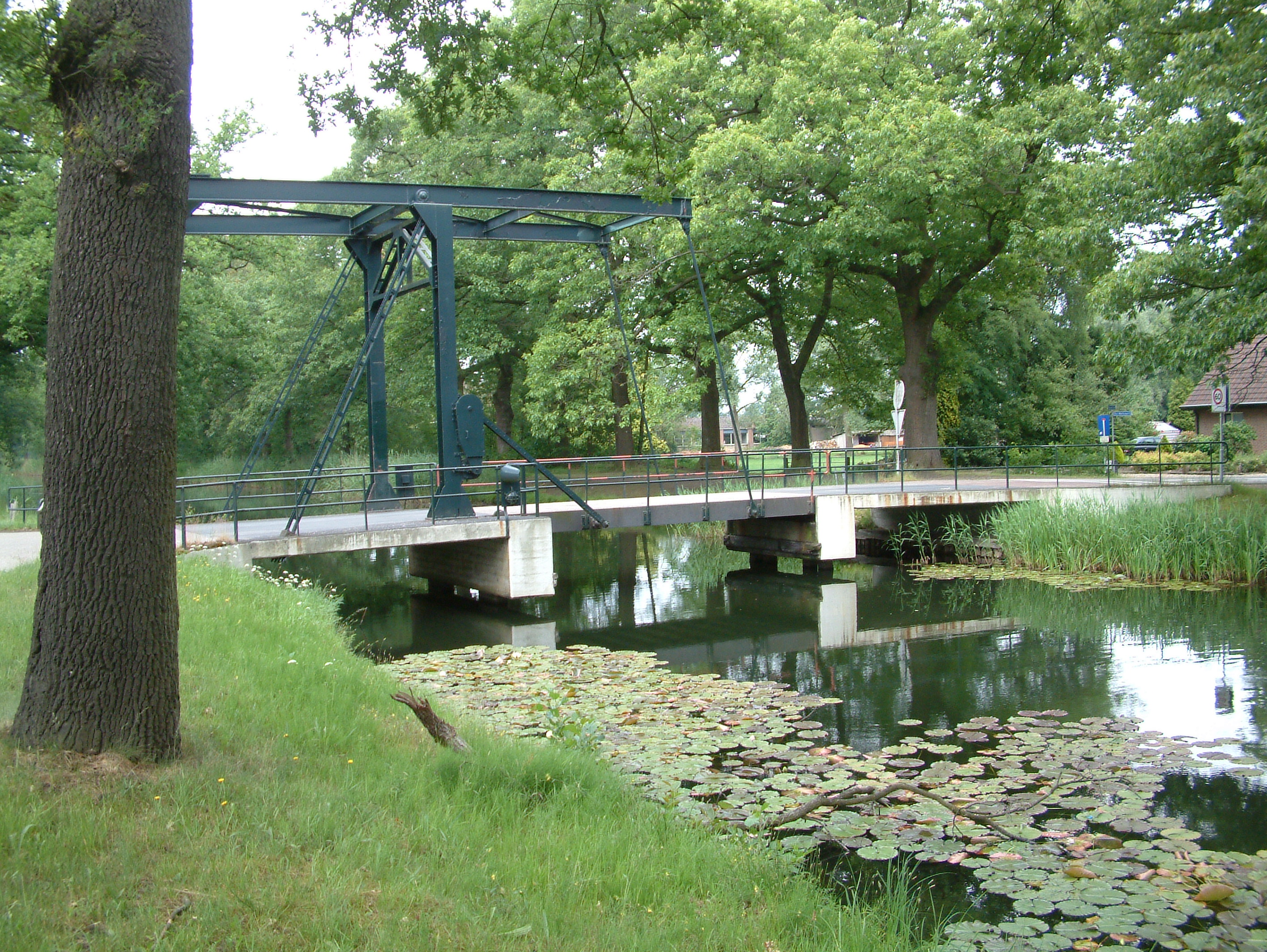
Scherpenbergerbrug

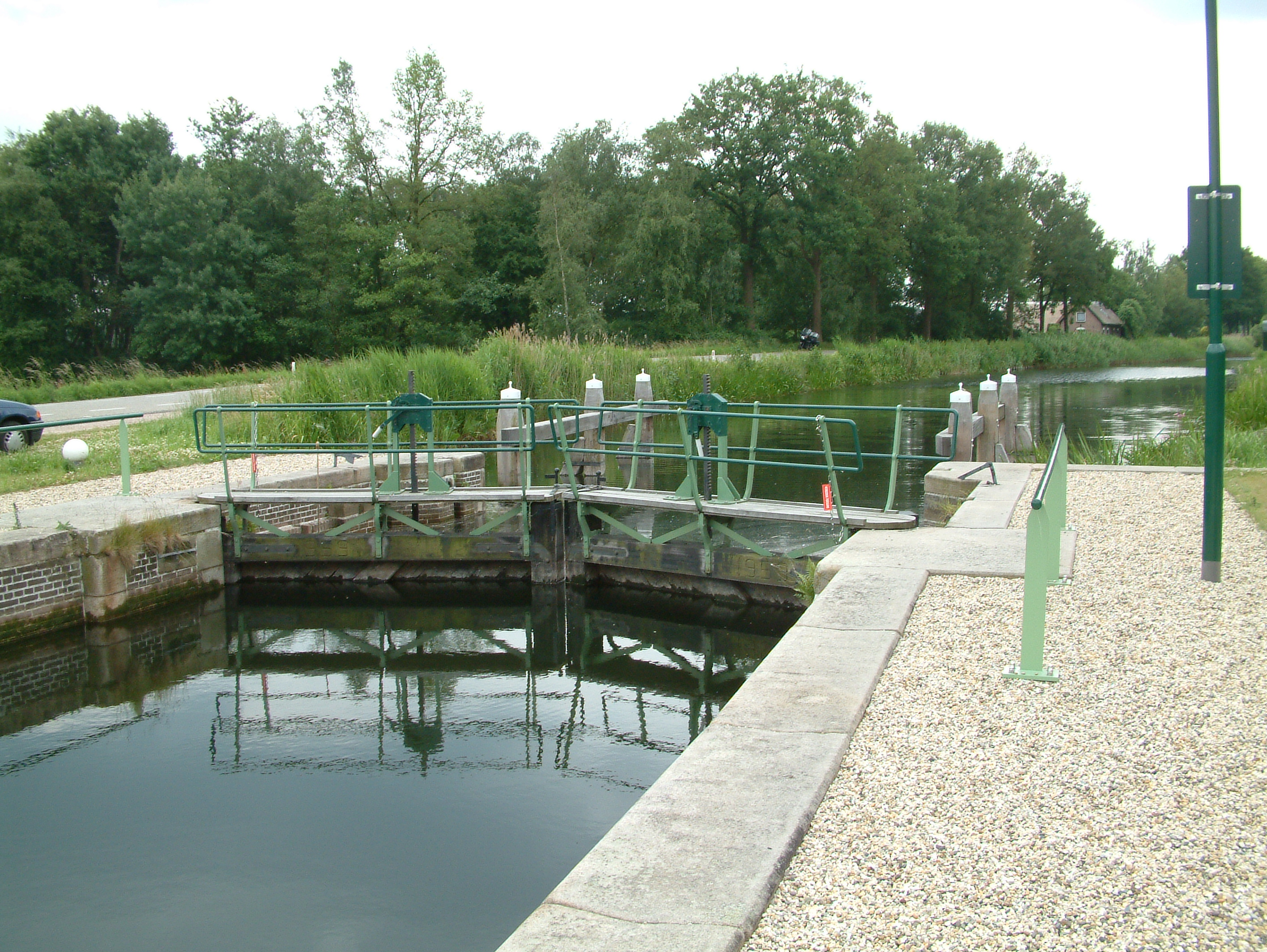
Vaassense Sluis

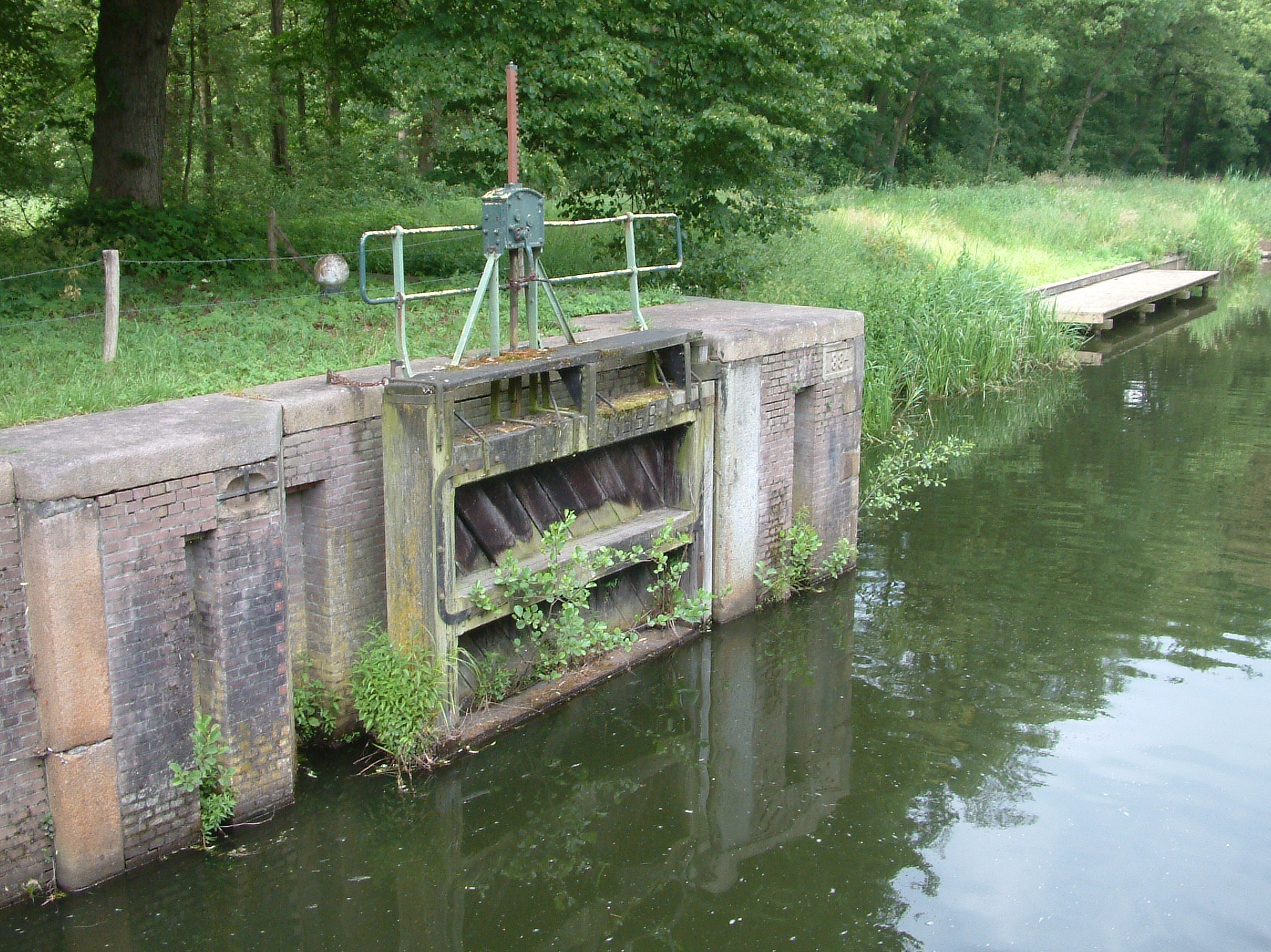
Bonenburgersluis

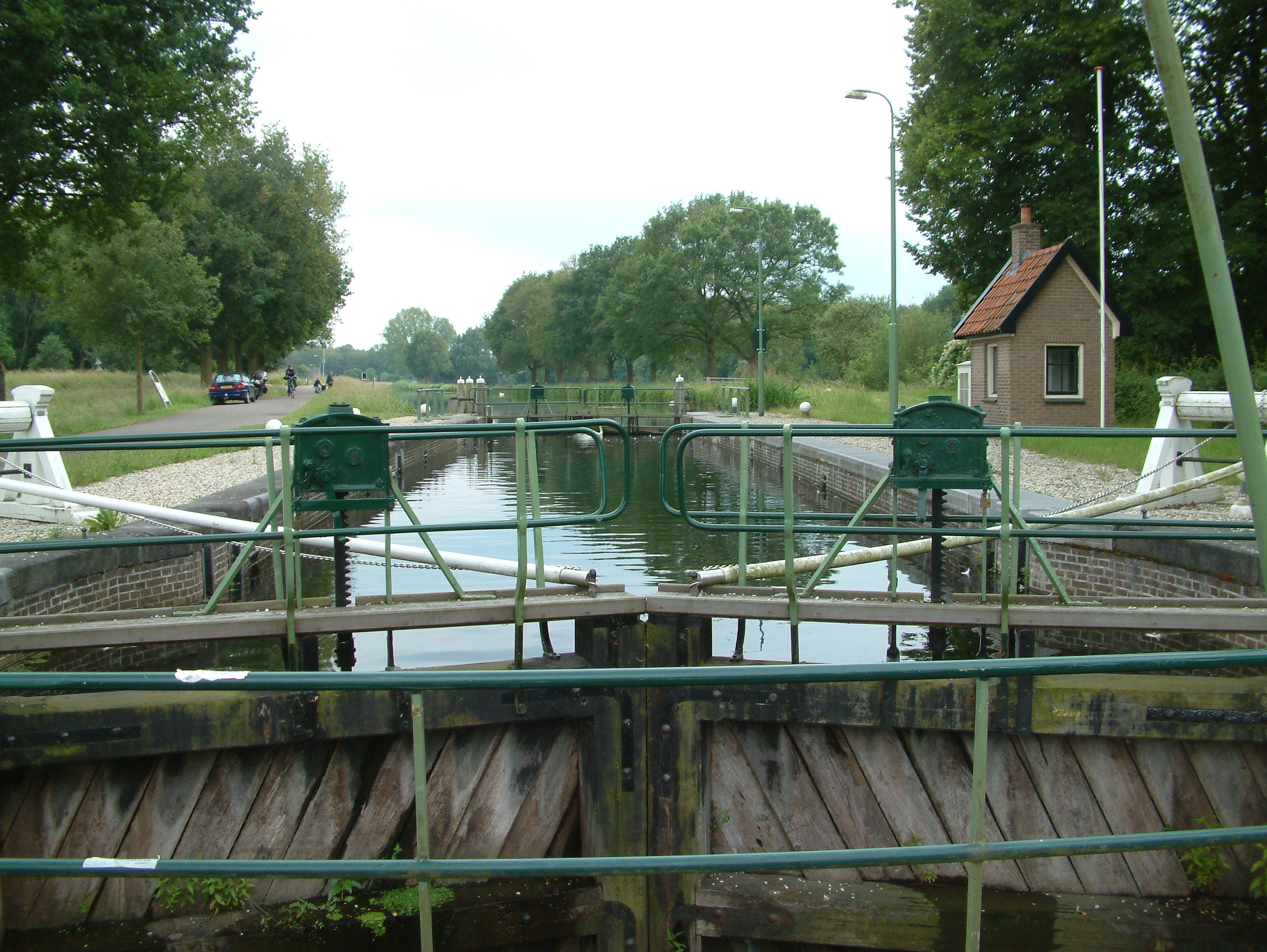
Hezenbergersluis

2. Spoorbrug in de lijn Arnhem-Zutphen
3. Edybrug
4. Spankerensebrug
5. Dupo-brug
6. Nachtegaalsbrug
7. Laagsoerensebrug
8. Brummensebrug
9. Hallsebrug
10. Eerbeeksebrug
11. Baileybrug naast de Eerbeeksebrug
12. Koldenhovensebrug
13. Zilvensebrug
14. Klabanusbrug
15. Loenensebrug
16. Scherpenbergerbrug
17. Brug in de A50
18. Oosterhuizerbrug
19. Woudwegbrug
20. Veldwegbrug
21. Brug in de A1
22. Brug
23. Bruggelerbrug
24. Bruggelerfietsbrug
25. Fietsbrug industrieterrein
26. Duiker in de Marchantdam
27. Maatbrug ('t Jeroen Schut Bruggetje)
28. Matenpoortbrug
29. Wormensebrug
30. Spoorbrug in de lijn Apeldoorn-Deventer
31. Welgelegenbrug
32. De Freule
33. Deventerbrug
34. Apeldoornse Sluis met brug
35. Duiker onder de Edisonlaan
36. Duiker onder de Anklaarseweg
37. Broeksbrug
38. Koudhoornse Sluis
39. Fietsbrug Stadhoudersmolenweg
40. Autobrug Stadhoudersmolenweg
41. Papegaaisbrug
42. Ramsbrug
43. Jonasbrug
44. Cannenburgerbrug
45. Brug in de Eekterweg
46. Vaassense Sluis
47. Nieuwe Schobbertsbrug
48. Brug in de A50
49. Schobbertsbrug
50. Zuukbrug
51. Dragterbrug
52. Horsterbrug
53. Vemderbrug
54. Olstbrug
55. Konijnenbrug
56. Bonenburgerbrug
57. Bonenburgersluis
58. Griftbrug
59. Oost-Indischebrug
60. Suikerbrug
61. Flessenbergerbrug
62. Manenbergerbrug
63. Kloosterbrug
64. Hezenbergersluis met brug
65. Keersluis Het Bastion
66. Hattemerbrug